# Szivárványos pisztráng
A szivárványos pisztráng (Oncorhynchus mykiss) a sugarasúszójú halak (Actinopterygii) osztályának lazacalakúak (Salmoniformes) rendjébe, ezen belül a lazacfélék (Salmonidae) családjába tartozó faj.

## Előfordulása
A szivárványos pisztráng eredetileg Észak-Amerikában volt honos, Új-Mexikótól egészen az Aleut-szigetekig. A múlt század végén a világ minden részére szállítottak és helyeztek ki ikrákat és fiatal halakat, hogy életképes populációk telepedjenek meg az új területeken.
Létezik egy igazi édesvízi alak is, amely a Sierra Nevada folyóiban és tavaiban él. 1880-tól kezdődően betelepítették Európába. Ma gazdasági haszonhal. Magyarországba 1885-ben került, pisztrángos patakjainkban helyenként gyakori, sőt néhány kisebb folyónk gyors folyású szakaszán is felbukkan.

## Alfajai
- Oncorhynchus mykiss aguabonita
- Oncorhynchus mykiss gairdnerii
- Oncorhynchus mykiss gilberti
- Oncorhynchus mykiss irideus
- Oncorhynchus mykiss mykiss
- Oncorhynchus mykiss nelsoni
- Oncorhynchus mykiss stonei
- Oncorhynchus mykiss whitei

## Megjelenése
Teste hosszú, megnyúlt, oldalt kissé lapított, magas faroknyéllel. A hát- és a farokúszó között zsírúszója van. A kis méretű pikkelyekből az oldalvonal mentén 135-150, a zsírúszó és az oldalvonalak között (az oldalvonalak pikkelyeit is beleértve) 14-19 (de legtöbbször 16) található. Az ekecsont fogazottsága: a lemez hátulsó peremén többnyire 4 fogvan; a nyél erősen hajlott, egy vagy két sorban fogazott. A szivárványos pisztráng feje kisebb és tompább, mint a sebes pisztrángé, és felső állcsontja (maxilla) kissé rövidebb, de azért szájnyílása széles. Fejét, testét, hát-, zsír-, és farokúszóját számos fekete petty és pont tarkítja. Oldalvonala mentén széles, vöröses hosszsáv húzódik, mely a szivárvány színeiben ragyog, és a hímen pompás látványt nyújt. Sötét vizekben, amelyekben a pisztrángot nem lehet könnyen felismerni, vöröses csíkja erősen kiviláglik. Tiszta vízben a teste szinte láthatatlan. Az állat testhossza 25-50 centiméter, legfeljebb 70 centiméter és testtömege elérheti a 7-10 kilogrammot.

## Életmódja
A kis halak rajokat alkotnak; amint elérik a 3 kilogrammos testtömeget, magányossá válnak és területhez kötődnek. Tápláléka rovarok, ebihalak, kis halak, békák és giliszták. Az élettartam az élőhelytől függően változik; de általában a szivárványos pisztrángok nem élnek 7 évnél tovább. Kaliforniában állítólag tudnak néhány olyan példányról, amely 11 évet élt.

## Szaporodása
Az ivarérettséget két- hároméves korban éri el. Az ívási időszak az elterjedési helytől függően eltérő: decembertől májusig (Közép-Európa), márciustól áprilisig (Amerikai Egyesült Államok). A pisztráng ívófészket készít, ami azt jelenti, hogy a patakmederben megtisztogat egy területet és a kavicsok közé vájt mélyedésbe rakja az ikráit. A nőstény testkilogrammonként 1600-2000 ikrát rak. Az ivadék 45-90 nap alatt kel ki. A fiatalok gyorsan nőnek.